# 官房学

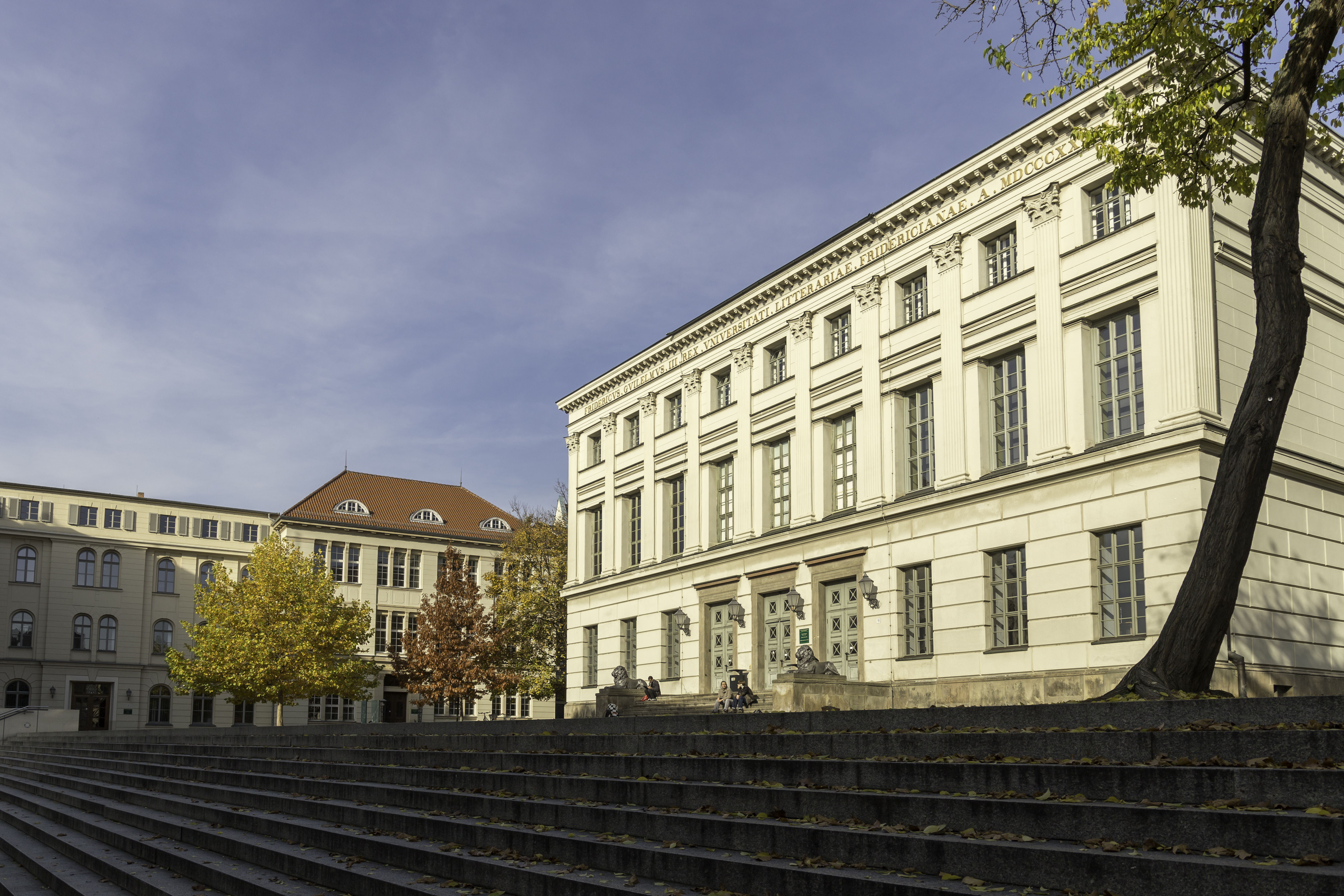
1727年に官房学の講座が設置されたハレ大学

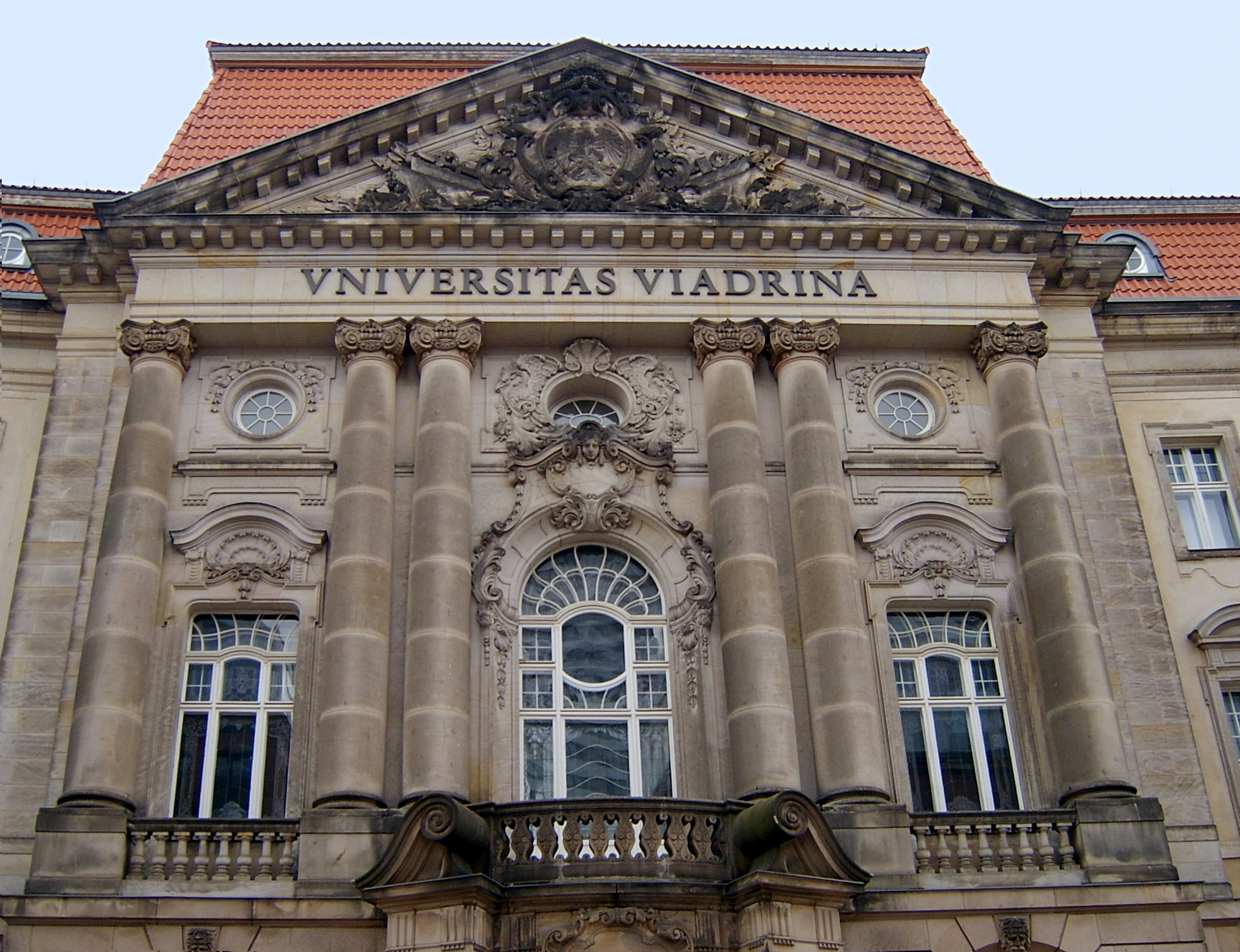
同じく1727年に官房学講座が新設されたフランクフルト（オーダー）大学

官房学（かんぼうがく、独: Kameralwissenschaft）は、17世紀から18世紀のドイツで発展した学問。官房主義(独: Kameralismus, 英: Cameralism) とも称する。
官房学は今日の行政学（警察学）、経済学・財政学にほぼ相当する内容をもつが、実際にはそれよりもはるかに広範な経世論・政策論的領域を対象分野としている。また後述するように、この学を成立させた社会的背景から「重商主義のドイツ版」とする評価もある。

## 概要
官房学の「官房」（独：Kammer）は、ラテン語の "camera"（部屋・国庫）に由来する言葉で、当時のドイツでは領邦議会を意味した。ヴェストファーレン条約後の神聖ローマ帝国の事実上の解体により、各領邦の議会は自らの領邦を政治的・経済的に自立させるべく、公的な支配地域の管理・行政を掌握した。そのためには、いかにして君主の国庫を富ませるかという技術的方法論が必要となった。
こうしたことから各国・各領邦の経済の行政・管理に関する諸原理の体系をまとめる学問を「官房の学」と称するようになり、これを研究する学者を官房学者（カメラリスト、独：der Kameralist）と称した。以上のような経緯から官房学の思想はイギリスやフランスで発展した重商主義的経済理論と同様の背景から成立したものであるといえる。
その具体的な学問の範囲は、租税の源である国民生活に関する経済学的知識、国を繁栄させるための政策論、さらに当時の国王の収入源である鉱業、工業、農業、林業、商業の専門技術、経営学的知識など極めて広範に及んだ。
18世紀になりいわゆる啓蒙専制主義の時代が到来すると、多くの領邦君主は支配者の福祉と臣民の福祉を同一視した「公共の福祉」を標榜するようになり、彼らに奉仕する官房学者たちも幸福主義（幸福促進主義）の国家理念を実現するべく邁進した。この際、国家の作用として重視されたのが、社会に対するさまざまな形での干渉を意味する「ポリツァイ」(Polizei) である。ポリツァイはしばしば「警察」と訳されるが実際には広義の福祉行政を意味しており、福祉国家 (Wohlfahrsstaat) とはすなわち「警察国家」(Polizeistaat) であると理解された。

## 歴史
1727年、プロイセンの官吏養成のための大学として設立されていたハレ大学とフランクフルト（オーダー）大学（European University Viadrina）に官房学の講座が設置され、この時期を画期として官房学は前期・後期に大別される。

### 前期官房学
前期においては領邦君主に対する個別具体的・実践的な献策としての著作が中心であり、また「公共の福祉」の根拠を王権神授説あるいは神学に置いている。そのこともあって理論的体系性には乏しく財政学・経済学などとの混同がしばしば見られる。
この時期の官房学者に、官房学の先駆者とされるV.L.v.ゼッケンドルフ（Veit Ludwig von Seckendorff, 1626年 - 1692年）およびJ.J.ベッヒャーらがいる。

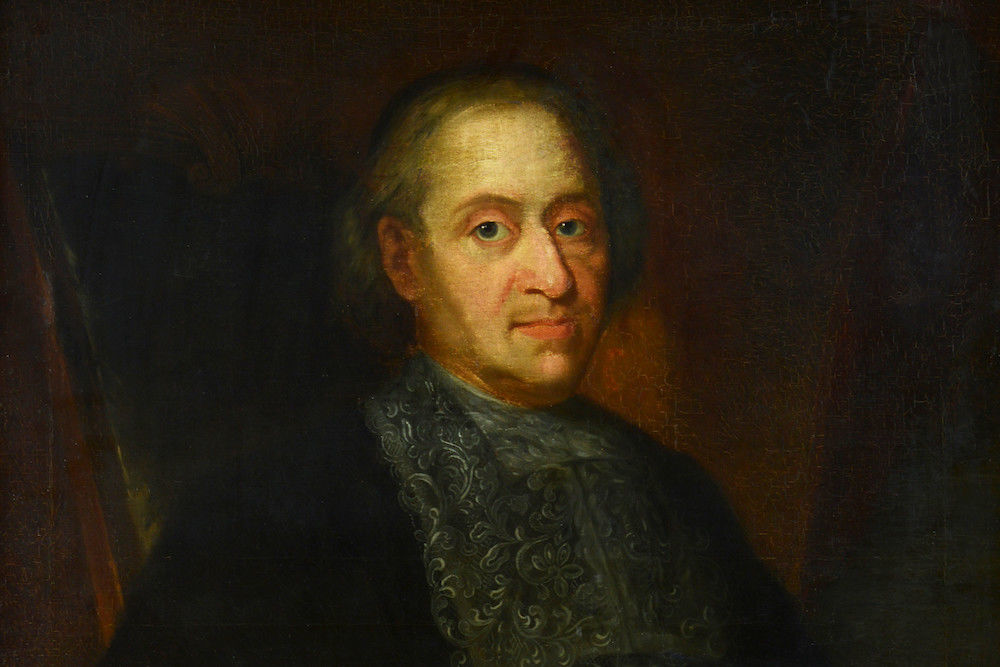
ゼッケンドルフ （1626～92）
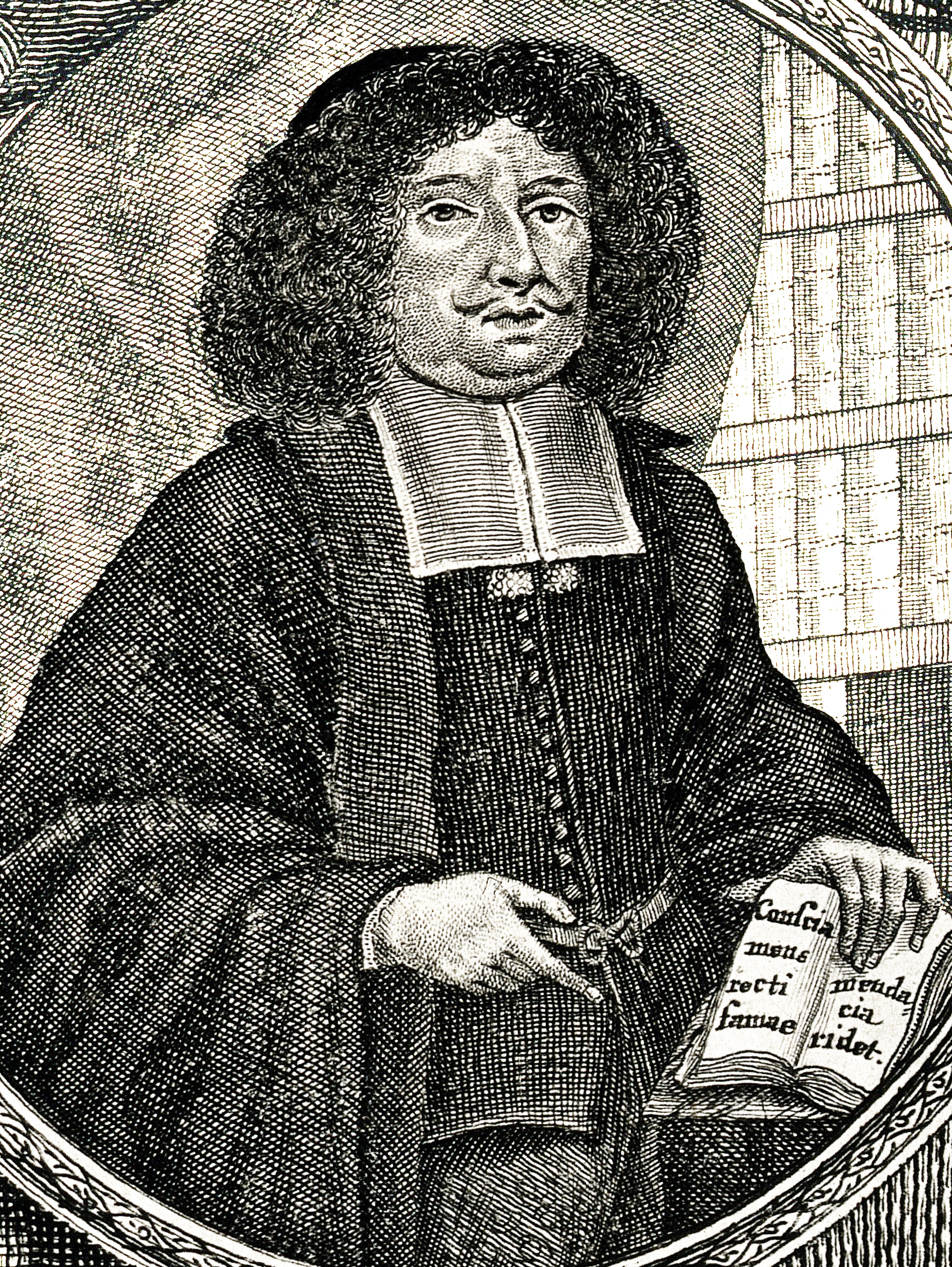
ベッヒャー （1635～82）

### 後期官房学
後期においては、大学での「官房学」講座設置を背景に盛んになったことから、官僚養成講座のための教科書として執筆された著作が多くなった。内容も総合的・体系的な理論を備えたものへと発展し、財政学や経済政策から区別された「ポリツァイ学」（警察学、Polizeiwissenschaft）の創始をめざした。また、自然法哲学や啓蒙思想の影響が及んだことにより「君主を拘束する法」観念の形成も見られ、ポリツァイ（行政）はもはや君主の財政的利益のためではなくひたすら国家目的としての福祉の実現に直接的に奉仕することが要求されるようになった。
この時期の学者に、J.H.G.ユスティ（Johann Heinrich Gottlob Justi, 1717年 - 1771年）およびJ.v.ゾンネンフェルスらがいる。

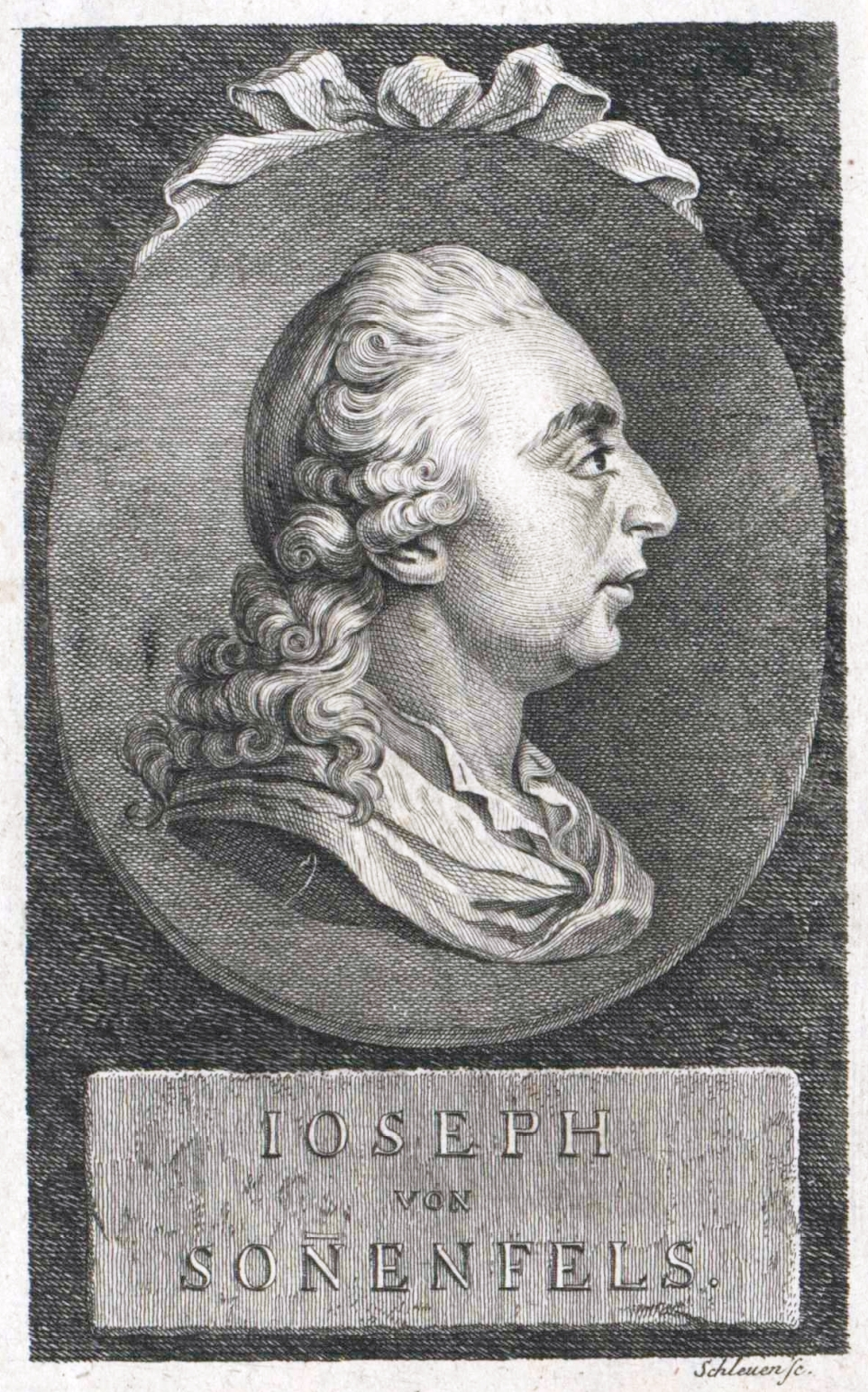
ゾンネンフェルス （1732～1817）

## 衰退とその後
18世紀に全盛期を迎えた官房学は、臣民生活に対する国家権力の後見的な監護を前提に構築されていたこともあって、19世紀以降ドイツにおける市民革命の本格化にともない衰退に向かった。すなわち1806年に神聖ローマ帝国が名実ともに崩壊して以降、ドイツの各領邦で憲法闘争が進展し絶対君主制が終焉、立憲君主制への移行が進んだことを背景に、官房学の学問における優越的地位は「法律による行政の原理」を唱えるドイツ公法学に取って代わられ、その土壌からは国家学・財政学・経済政策学・行政学などが分化していった。
また明治時代の日本はドイツ流の国家構想をめざし、統一直後のドイツから著名な公法学者・国家学者を外国人教授として招聘したため、官房学の影響は彼らを通じて間接的に近代以降の日本に及ぶこととなった。

## 関連文献

### 単行書
- 樺山紘一『西洋学事始』中公文庫、1987年
- 島恭彦『近世租税思想史』（島恭彦著作集第1巻）有斐閣、1982年
- T・リハ『ドイツ政治経済学』（原田哲史ほか訳）ミネルヴァ書房、1992年

### 事典類
- 『社会科学大事典』（鹿島出版会、1968年）「官房学」の項目（執筆は足立忠夫）
- 『平凡社大百科事典』「官房学」の項目（西尾勝）
- 『経済思想史事典』（丸善、2000年）「官房学」の項目（川又祐）